# Störfreimachung
Störfreimachung ist ein wirtschaftspolitischer Begriff der DDR aus den frühen 1960er-Jahren. Zielsetzung der Störfreimachung war die drastische Einschränkung von Westimporten.

## Hintergrund
Die Überzeugung, dass die DDR sich aus einem ökonomischen Abhängigkeitsverhältnis zur Bundesrepublik befreien müsste, lässt sich bis in die Anfänge der deutsch-deutschen Geschichte zurückverfolgen. Zu einem verbindlichen Auftrag wurde dies erst Anfang 1961.
Als die Sowjetunion 1958 einen neuen politischen Status für Berlin erzwingen wollte, kam es zur Berlin-Krise. In der Folge kündigte die Regierung der Bundesrepublik 1960 vorübergehend das innerdeutsche Handelsabkommen auf. Dadurch entstanden erhebliche Versorgungsschwierigkeiten, denn die Wirtschaft der DDR war auf vielfältige Importe aus Westdeutschland angewiesen.
Zusätzlich alarmiert war die DDR-Führung durch eine ab Januar 1961 geltende Widerrufklausel, mit der im Falle politischer Unbotmäßigkeiten der DDR einzelne Lieferverträge kurzfristig außer Kraft gesetzt werden konnten. (Diese Klausel wurde 1966 von der Bundesrepublik wieder abgeschafft.) Die Parteiführung interpretierte diese Widerrufklausel als Hinweis auf die Absicht der Bundesregierung, den wirtschaftlich-technologischen Fortschritt in der DDR zu behindern. Im Januar 1961 beschloss die Staatliche Plankommission Schritte zur „Sicherung der Wirtschaft der DDR gegen willkürliche Störmaßnahmen militaristischer Kreise in Westdeutschland“:

„Im Mittelpunkt der Arbeit in den entscheidendsten Industriezweigen steht die Unabhängigmachung von Westdeutschland. Wir sollten das in etwa so formulieren: ‚Um den Frieden zu festigen und die Reste des Krieges zu beseitigen, gilt es die Wirtschaft der DDR gegen die Willkür militaristischer Kreise Westdeutschlands zu sichern oder zu schützen.’ Damit ist klar gesagt, daß wir uns schützen gegen die Willkür der westdeutschen Militaristen. Wir müssen uns natürlich auch schützen gegen die westdeutschen Monopolisten. Aber das sagen wir nicht, denn vorläufig handeln wir mit ihnen. […]
Was die ökonomische Hauptaufgabe betrifft. Meines Erachtens bleibt die ökonomische Hauptaufgabe bestehen. Das heißt, 1961 muß die ökonomische Hauptaufgabe gelöst werden im Sinne des ökonomischen Grundgesetzes des Sozialismus und unter den besonderen Bedingungen des geteilten Deutschlands. Das heißt, die DDR muss gesichert werden gegen Störaktionen. In diesem Sinne wird der Inhalt der ökonomische Hauptaufgabe verändert. Ich sage ganz offen, der Lebensstandard unserer Bevölkerung kann nur gesichert und erhöht werden, wenn die Wirtschaft unabhängig gemacht wird von den Störmaßnahmen in Westdeutschland.“

Es stand nicht das Ende der deutsch-deutschen Handelsbeziehungen zur Debatte; angestrebt waren Handelsabläufe, die keine ernsthaften Beeinträchtigungen der wirtschaftlichen Entwicklung durch westdeutsche Akteure mehr zuließen. Oberste Priorität sollten Einsparungen haben. Falls sie sich nicht realisieren ließen, war angestrebt, die Produkte (bzw. entsprechende Ersatzstoffe) selbst herzustellen. Andere Bezugsquellen sollten erst die letzte Lösung sein. Besonders in der Abkehr vom kapitalistischen Westen und der verstärkten Hinwendung zum sozialistischen Osten gedachte man künftigen Wirtschaftssanktionen und politischen Erpressungsversuchen jegliche Grundlage zu entziehen. Potentielle Vertragspartner in neutralen oder sogar in NATO-Staaten durften nur angesprochen werden, wenn Lieferanten aus verbündeten Ländern nicht gefunden wurden. Bald stellte sich heraus, dass weder die Sowjetunion noch die übrigen Ostblockstaaten in der Lage waren, die Lieferungen der westdeutschen Industrie in erhofftem Maße zu ersetzen. Zudem beraubte die Störfreimachung die Wirtschaft der DDR des produktiven Wettbewerbsmilieus der Weltmärkte.